# Брошнів-Осадська селищна рада
Бро́шнів-Оса́дська се́лищна ра́да — адміністративно-територіальна одиниця та орган місцевого самоврядування в Рожнятівському районі Івано-Франківської області. Адміністративний центр — селище міського типу Брошнів-Осада.

## Загальні відомості
- Територія ради: 5,023 км²
- Населення ради: 5679 осіб (станом на 2015 рік)
- Територією ради протікає річка Сивка

## Населені пункти
Селищній раді підпорядковані населені пункти:
- смт Брошнів-Осада

## Склад ради
Рада складається з 30 депутатів та голови.
- Голова ради: Шикеринець Іван Борисович
- Секретар ради: Ляхович Людмила Василівна

### Керівний склад попередніх скликань
| Прізвище, ім'я, по батькові  | Основні відомості                                   | Дата обрання | Дата звільнення |
| ---------------------------- | --------------------------------------------------- | ------------ | --------------- |
| Борович Володимир Феліксович | Селищний голова, 1960 року народження, безпартійний | 26.03.2006   | 31.10.2010      |
| Шикеринець Іван Борисович    | Селищний голова, 1979 року народження, освіта вища  | 31.10.2010   |                 |

Примітка: таблиця складена за даними сайту Верховної Ради України

### Депутати
За результатами місцевих виборів 2010 року депутатами ради стали:

#### За суб'єктами висування
| Суб'єкт висування                     | Кількість обраних депутатів | %    |
| ------------------------------------- | --------------------------- | ---- |
| Самовисування                         | 29                          | 96,7 |
| Політична партія Народний Рух України | 1                           | 3,3  |

#### За округами
| № округу                              | Прізвище, ім'я, по батькові       | Дата визнання обраним | Освіта  | Партійна приналежність                         | Відомості про обраного депутата                                                                                        |
| ------------------------------------- | --------------------------------- | --------------------- | ------- | ---------------------------------------------- | --- |
| Політична партія Народний Рух України |                                   |                       |         |                                                | |
| 6                                     | Савчук Володимир Васильович       | 04.11.2010            | середня | член Народного Руху України                    | приватний підприємець                                                                                                  |
| Самовисування                         |                                   |                       |         |                                                | |
| 1                                     | Мельник Степан Якович             | 04.11.2010            | вища    | позапартійний                                  | приватний підприємець                                                                                                  |
| 2                                     | Новицька Мар'яна Михайлівна       | 04.11.2010            | вища    | член Партії промисловців і підприємців України | МПП «Таля», заступник директора                                                                                        |
| 3                                     | Головата Ірина Любомирівна        | 30.09.2012            | вища    | позапартійна                                   | Брошнівська філія ТОВ «Кроно Україна», технік з обліку виробничого підрозділу                                          |
| 4                                     | Волошинович Зіновій Зіновійович   | 04.11.2010            | вища    | член Політичної партії «Сильна Україна»        | тимчасово не працює |
| 5                                     | Ляхович Людмила Василівна         | 04.11.2010            | вища    | позапартійна                                   | Рожнятівський РЦЗН, заступник директора                                                                                |
| 7                                     | Чаїнський Андрій Володимирович    | 04.11.2010            | вища    | позапартійний                                  | ДП «Брошнівський ЛГ», начальник дільниці з переробки деревини                                                          |
| 8                                     | Пікула Світлана Миколаївна        | 04.11.2010            | вища    | позапартійна                                   | Рожнятівська районна державна адміністрація, заступник начальника відділу освіти                                       |
| 9                                     | Хома Іван Ярославович             | 04.11.2010            | вища    | позапартійний                                  | НУ «Львівська політехніка», кандидат історичних наук                                                                   |
| 10                                    | Скрипка Ігор Васильович           | 04.11.2010            | вища    | позапартійний                                  | ТОВ «Кроно-Україна», начальник виробництва                                                                             |
| 11                                    | Руда Тетяна Іларіонівна           | 04.11.2010            | вища    | позапартійна                                   | Рожнятівська районна державна адміністрація, керівник апарату                                                          |
| 12                                    | Вовк Наталія Володимирівна        | 04.11.2010            | вища    | член Партії регіонів                           | тимчасово не працює |
| 13                                    | Голинська Галина Василівна        | 04.11.2010            | середня | позапартійна                                   | Брошнів-Осадська селищна рада, інспектор ВОС                                                                           |
| 14                                    | Ахмарова Любов Гнатівна           | 04.11.2010            | вища    | позапартійна                                   | ДНЗ «Шовкова косиця», завідувач                                                                                        |
| 15                                    | Рудий Петро Васильович            | 04.11.2010            | вища    | позапартійний                                  | ТОВ «Універсал Контракт», директор                                                                                     |
| 16                                    | Лисиця Дарія Сільвестрівна        | 04.11.2010            | середня | позапартійна                                   | Брошнів-Осадська селищна рада, спеціаліст І категорії                                                                  |
| 17                                    | Федів Володимир Миколайович       | 04.11.2010            | середня | позапартійний                                  | ТзОВ ЦБМ «Осмолода», робітник                                                                                          |
| 18                                    | Хоптяк Галина Євгенівна           | 04.11.2010            | вища    | позапартійна                                   | № 9 Філія «Відділення ПАТПромінвестбанку в м. Івано-Франківськ», старший бухгалтер-контролер безбалансового відділення |
| 19                                    | Козаровська Лілія Іванівна        | 04.11.2010            | вища    | позапартійна                                   | Брошнів-Осадська селищна рада, секретар виконкому                                                                      |
| 20                                    | Костюк Наталія Миколаївна         | 04.11.2010            | вища    | позапартійна                                   | УПФУ в Рожнятівському районі, заступник начальника                                                                     |
| 21                                    | Хоптяк Богдан Федорович           | 04.11.2010            | середня | позапартійний                                  | пенсіонер |
| 22                                    | Онишко Зеновій Дмитрович          | 04.11.2010            | вища    | позапартійний                                  | пенсіонер |
| 23                                    | Твардовський Василь Володимирович | 04.11.2010            | середня | член Всеукраїнського об'єднання «Батьківщина»  | КП Брошнів-Осадської селищної ради, машиніст насосної станції                                                          |
| 24                                    | Процик Марія Василівна            | 04.11.2010            | вища    | позапартійна                                   | загальноосвітня школа І-ІІІ ст. с. Голинь, вчитель початкових класів                                                   |
| 25                                    | Цимбалістий Зиновій Миколайович   | 04.11.2010            | вища    | позапартійний                                  | ТзОВ «Аптека № 19», директор                                                                                           |
| 26                                    | Любезна Оксана Миколаївна         | 04.11.2010            | середня | позапартійна                                   | ПП Марканич, повар |
| 27                                    | Мигаль Володимир Романович        | 04.11.2010            | вища    | позапартійний                                  | ТОВ «Кроно-Україна», начальник зміни                                                                                   |
| 28                                    | Тимків Світлана Миколаївна        | 04.11.2010            | середня | член Всеукраїнського об'єднання «Батьківщина»  | Брошнівський професійний лісопромисловий ліцей, секретар навчальної частини                                            |
| 29                                    | Тебешевський Ігор Васильович      | 04.11.2010            | вища    | позапартійний                                  | ПП Микула, майстер по виготовленню меблів                                                                              |
| 30                                    | Губар Віктор Леонідович           | 04.11.2010            | середня | позапартійний                                  | приватний підприємець                                                                                                  |